# Anselm Franz Speck
Anselm Franz Speck (* wohl 1728 in Kirrweiler; † Ende Februar 1798 in Heidelberg) war Glockengießer in Heidelberg.

## Leben
Er war der Sohn des Glockengießers Johann Jakob Speck (1700–1753). Zunächst arbeitete er gemeinsam mit seinem Vater, der um 1745 die Gießerei von Kirrweiler nach Bruchsal verlegte. 1751 heiratete er Maria Catharina Knebel aus Langenbrücken. 1753 verlegte er die Gießerei von Bruchsal nach Heidelberg. 1765 erhielt er ein kurfürstliches Privileg zur Lieferung von Glocken auch in die entlegeneren Gebiete der Kurpfalz. Weitere Privilege von 1774 und 1777 schufen praktisch eine Monopolstellung für die Speck'schen Gießereien und den Frankenthaler Glockengießer Schrader für die Lieferung von Glocken und Feuerwehrspritzen in alle Kurpfalz-Gemeinden. Um 1800 befand sich die Speck'sche Gießerei in Heidelberg an der Neuenheimer Landstraße 4. Dort entstand später die Gaststätte Silberner Anker, bei deren Abriss man Reste der Gießerei fand.
Er war verheiratet mit Maria Catharina Knebel. Seine Söhne Michael Aloys Speck (1753–1806), Lucas Joseph Speck (1755–1819) und Wilhelm Speck wurden ebenfalls Glockengießer. Michael siedelte bis 1780 nach Mannheim und war dort tätig, Wilhelm betätigte sich wohl seit 1774 in Frankenthal und Lucas führte die Werkstatt des Vaters in Heidelberg fort.
Anselm Franz Specks älteste nachweisbare Glocke ist eine nicht erhaltene Glocke von 1744 für die reformierte Kirche in Gaiberg. Die bislang älteste erhaltene Glocke befindet sich in der katholischen Kirche St. Appolonia in Wierschem und stammt von 1752. Insgesamt sind knapp 200 Glocken aus der Produktion von Anselm Franz Speck bekannt, von denen jedoch infolge der Glockenablieferungen für Rüstungszwecke in den beiden Weltkriegen nur noch ein geringer Teil erhalten ist. Von 1788 an sind mehrere gemeinsam von Anselm Franz und Lucas signierte Glocken bekannt, darunter 1789 solche für die Remigiuskirche in Nieder-Ingelheim. Ab 1791 signiert Lucas Speck dann allein, während von Anselm Franz Speck signierte Glocken noch bis zum Todesjahr 1798 vorkommen.

## Erhaltene Glocken (Auswahl)
- Glocke der katholischen Kirche St. Appolonia in Wierschem (1752)
- Glocke der evangelischen Kirche in Freimersheim (1755)
- Glocke der evangelischen Kirche in Pfinztal-Söllingen (1756)
- Glocke aus Waldhilsbach im Kurpfälzischen Museum Heidelberg (1762)
- Glocke der katholischen Kirche in Neidenstein (1762)
- Glocke der evangelischen Ulrichskirche in Neulingen-Göbrichen (1764)
- Glocke der evangelischen Kirche in Sinsheim-Steinsfurt (1767)
- Glocke von St. Bartholomäus in Bruchsal-Büchenau, jetzt Kraichgau-Museum Bruchsal (1768)
- Glocke der evangelischen Kirche in Dolgesheim (1768)
- Glocken der evangelischen Kirche in Schönbrunn-Haag (1770 und 1773)
- Christusglocke und Marienglocke im Schloss Kisslau (1775)
- Glocken der katholischen Spitalkirche St. Matthäus in Mannheim (1777 und 1791)
- Glocken der katholischen Kirche Mariä Geburt in Sinsheim-Reihen (1778 und 1783)
- Glocke von St. Cäcilia in Mosbach (1778, ursprünglich in St. Juliana in Mosbach)
- Glocke der evangelischen Kirche in Kirchardt-Berwangen (1780)
- Friedhofsglocke in Sinsheim-Hilsbach (1780)
- Glocke am Rathaus in Dielheim-Horrenberg (1781)
- Glocke am Rathaus in Ittlingen (1781)
- Glocke aus der katholischen Kirche Rauenberg im Winzermuseum Rauenberg (1783)
- Glocke der Schlossschule in Heppenheim (1787)
- Drei Glocken der evangelischen Stadtkirche St. Salvator in Neckarbischofsheim (1788)
- Glocke der katholischen Kirche St. Andreas in Lampertheim (1789)
- Glocke in der Simultankirche St. Albanus in Bechenheim (1789)
- Glocke der Petruskirche in Mannheim (1791)
- Rathausglocke in Epfenbach (1791)
- Glocke der katholischen Kirche St. Vitus in Heidelberg-Handschuhsheim (1791)
- Glocke vom Torturm des Heidelberger Schlosses (1792)
- Glocke der Konkordienkirche in Mannheim (1794)
- Drei Glocken der evangelischen Kirche in Helmstadt-Bargen (1794)
- Glocke der evangelischen Kirche in Neunkirchen-Neckarkatzenbach (1794)
- Kirchenglocke und Friedhofsglocke in Waldsee (1794/1796)